# Eromen

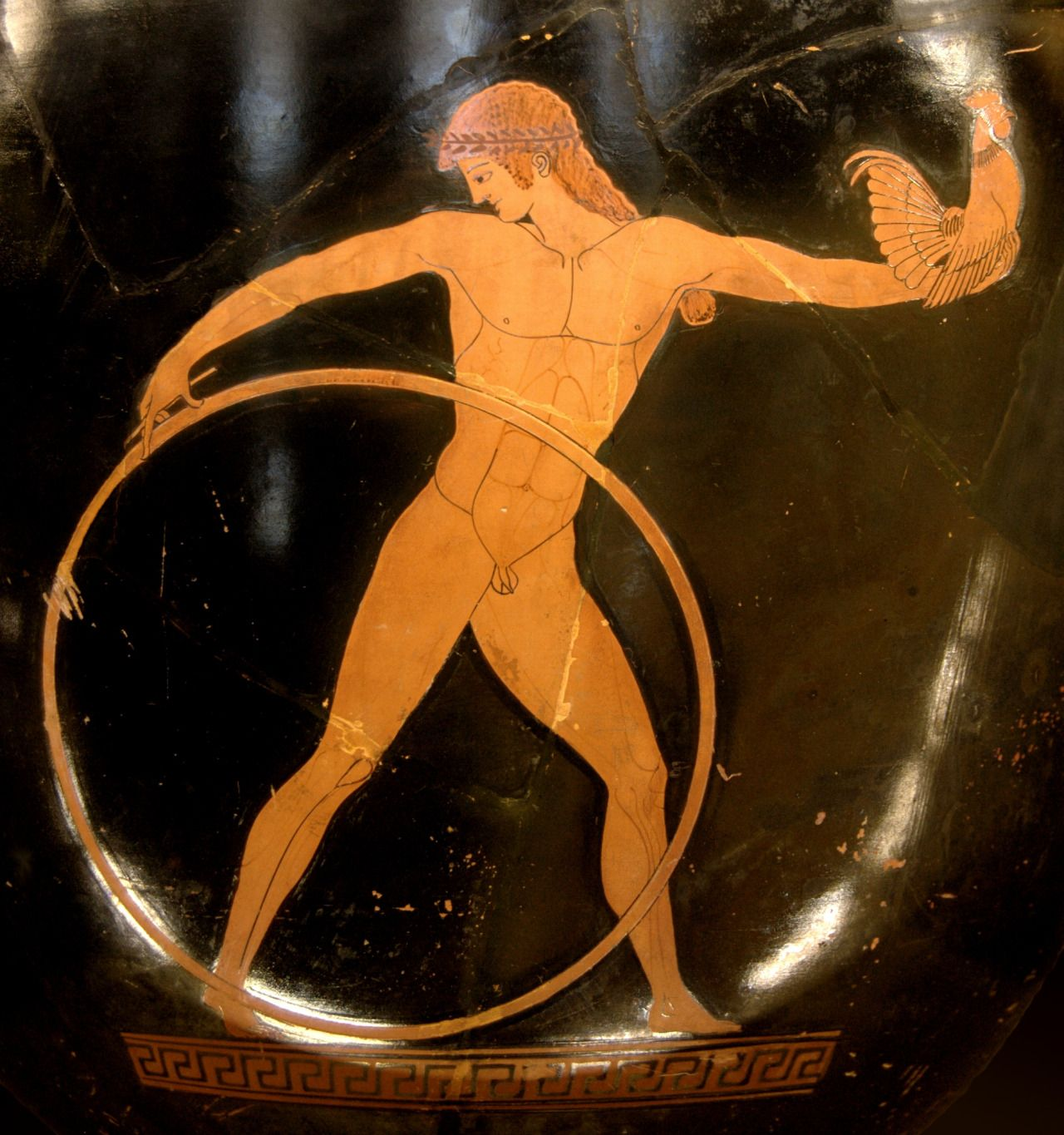
Ganimedes fent rodolar un cèrcol i portant un gall a l'altra mà, un regal d'amor vers a Zeus. Principis del (Museu del Louvre).

A l'antiga Grècia, un eromen (en grec antic: ἐρώμενος, erṓmenos; traduït habitualment com a 'estimat') és un adolescent compromès en una parella pederàstica amb un home adult, anomenat erasta (ἐραστής, erastḗs; 'amant'). La relació entre l'eromen i l'erasta anava més enllà que la purament sexual.
Un noi jove es podia convertir en eromen del moment en què sortia de les habitacions de les dones, el gineceu, per anar a la palestra, on rebia una educació intel·lectual i física. Aquest estatus social, encara que reconegut i codificat per les societats antigues, era practicat sobretot per l'aristocràcia, més habitualment per l'ordre eqüestre. Es considerava que l'aparició de la barba al mentó del jove posava fi a la possibilitat d'aquest estatus social, però a vegades continuaven les relacions iniciades amb anterioritat.
Segons Plutarc, Bagoes, un eunuc, era l'eromen d'Alexandre el Gran. I Nonnos diu a les Dionisíaques que Àmpel, un jove sàtir, era l'estimat de Dionís.